# Peter-Wilhelm von Voigtländer
Peter-Wilhelm von Voigtländer né le 17 novembre 1812 à Vienne et mort le 8 avril 1878 à Brunswick est un opticien et photographe autrichien.
Pionnier de la photographie, il fit de la société d'optique Voigtländer de son grand-père Johann Christoph Voigtländer l'une des premières industries photographiques du XIXe siècle.

## Biographie
En 1840, le professeur Joseph Petzval de l'université de Vienne venait de mettre au point un premier objectif photographique permettant de réduire considérablement le temps d'exposition des daguerréotypes. Peter Wilhelm Friedrich von Voigtländer fut le premier fabricant de ces instruments pour Petzval, ce qui fit connaître la société dans toute l'Europe. Cet objectif multipliait par 16 l'éclairement des premiers diaphragmes à lentille.
Simultanément, Voigtländer développait son propre appareil photographique, équipé, naturellement, du nouvel objectif viennois. La chambre noire, d'une forme conique caractéristique, était entièrement en métal. Membre du cercle de Fürstenhof, un club de passionnés de photographie viennois qui se réunissait dans l'atelier du maître allemand Carl Schuh (1806–1863), il tira son premier cliché à l'instigation de l'artiste suisse Johann Baptist Isenring (1796–1860), qui exposait dans son magasin depuis février 1843. Voigtländer épousa deux ans plus tard la veuve Nanny Zinken (1813–1902), fille du juge du Hanovre Friedrich-Wilhelm Langenheim, et finit par s'installer en 1868 dans la ville natale de sa femme, Brunswick. Il était par là-même le beau-père du futur naturaliste et compositeur Hans Sommer, fondateur en 1903 avec Richard Strauss de la première société allemande des auteurs-compositeurs (AFMA), qui préfigurait l'actuelle GEMA. 
Peter-Wilhelm von Voigtländer a été anobli en 1867 par l'empereur d'Autriche. En 1868, le 10 000e objectif sortait de ses ateliers.

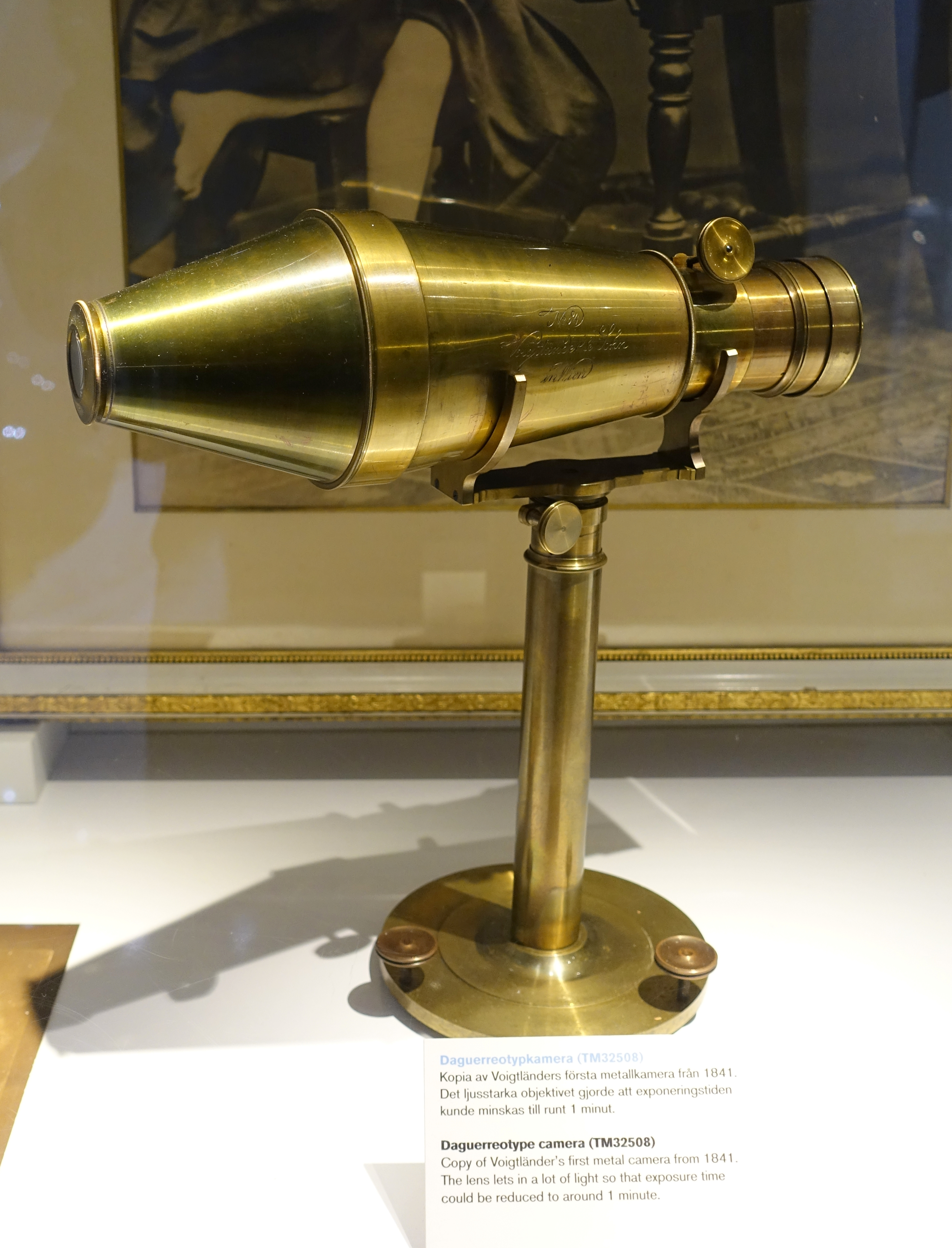
Réplique de l'objectif de Voigtländer de 1841, Stockholm, Musée national pour les sciences et la technologie.
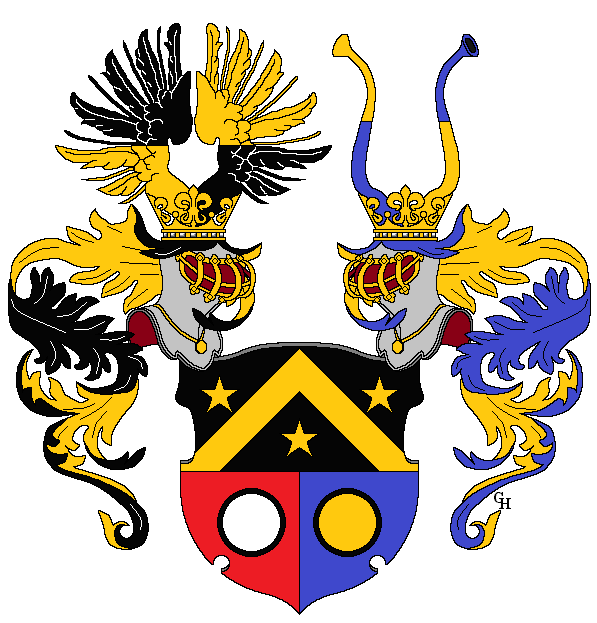
Armoiries de Voigtländer, accordées à son anoblissement en 1868.
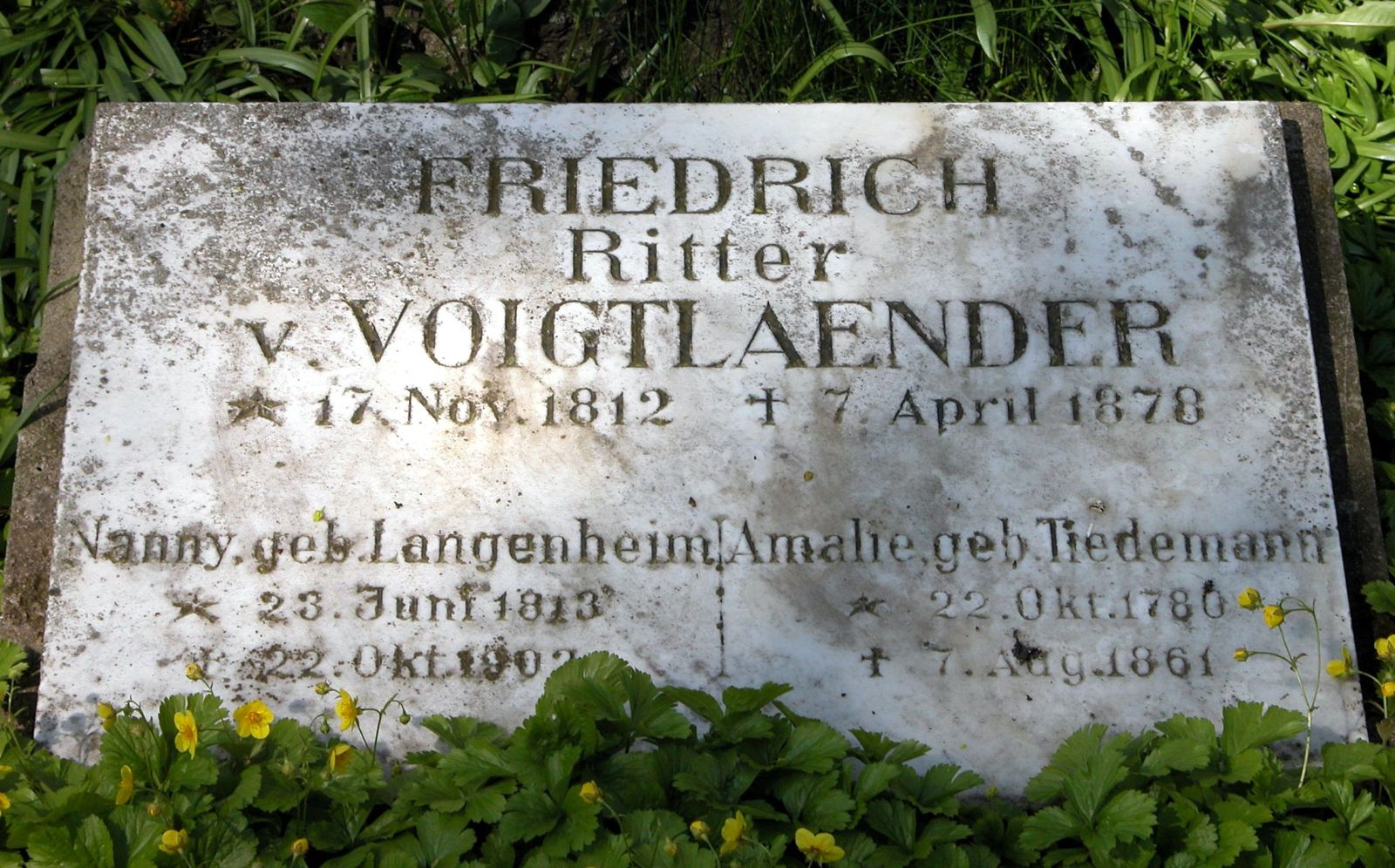
Sépulture de Voigtländer dans le cimetière Saint-Magne et de la cathédrale de Brunswick (de).

Arbre généalogique d'Hans Friedrich August Zincken, plus connu sous le nom d'Hans Sommer
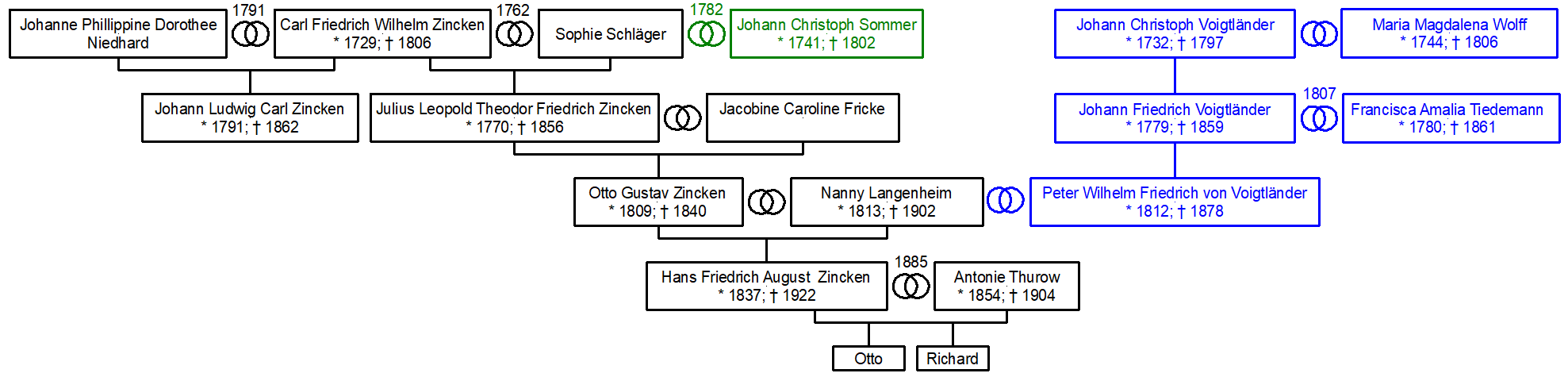

## Distinctions
- 1864 : chevalier de l'ordre de François-Joseph[4].